# 拉合尔门 (德里)

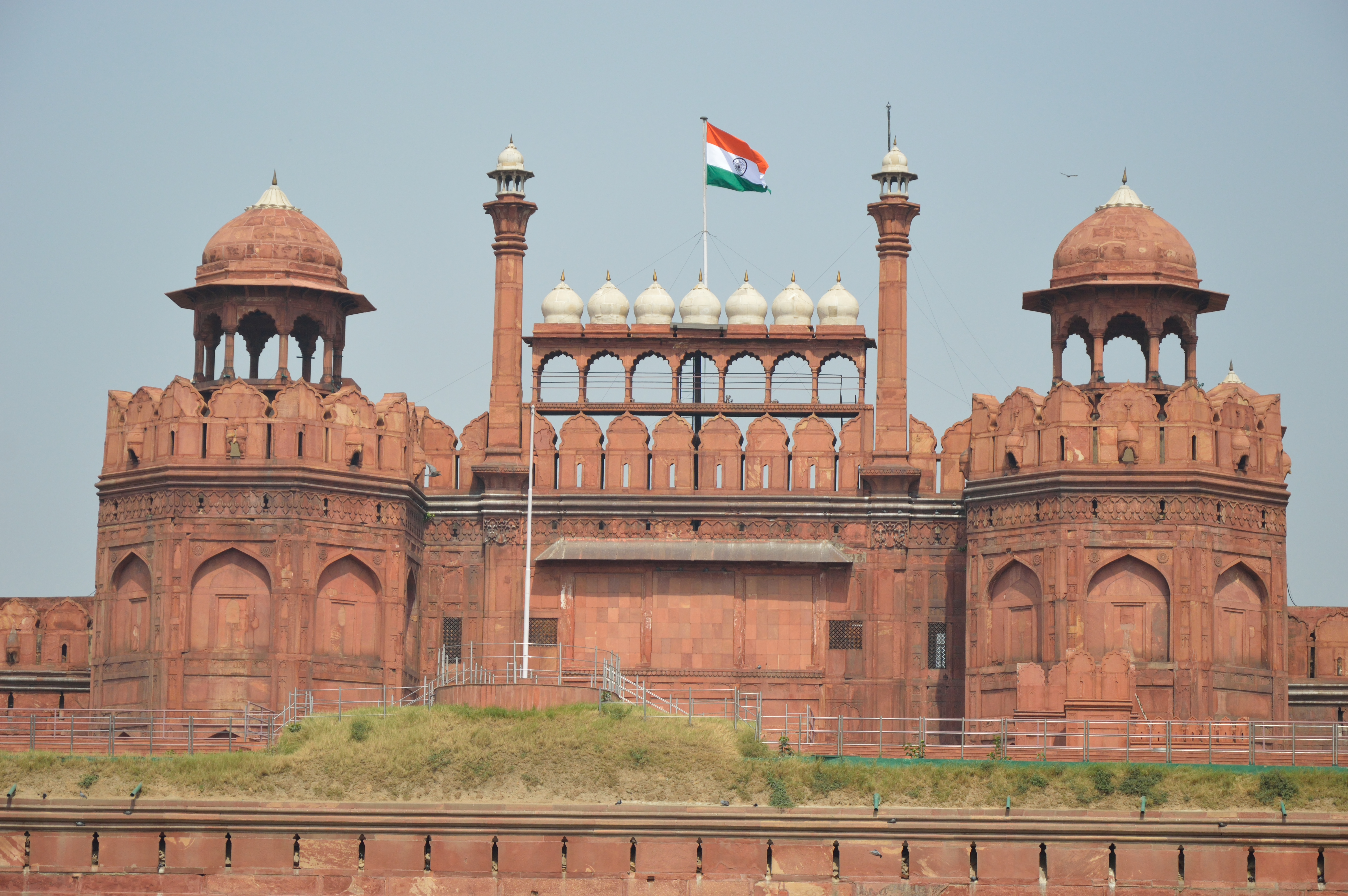
拉合尔门

拉合尔门（Lahori Gate）是德里红堡的主要入口。
这座大门位于红堡的西墙上，得名于它的朝向：它通往巴基斯坦旁遮普省的拉合尔市。
整个大门都覆盖着红色的砂岩，除了亭子的屋顶，那里使用白石。
拉合尔门有一座10.5米高的瓮城，由奥朗则布（1658-1707）建造，入口向北。据说，沙贾汉在软禁期间写信给奥朗则布，批评他的决定：“你让一个堡垒成为一位新娘，又为她盖上了面纱。”
自1947年以来，每年的印度独立日，都会举行升旗仪式，印度总理在城墙上发表演讲。在20世纪80年代，加强了该地区的安全，封锁了塔楼的窗口，作为对付狙击手袭击的安全措施。城门还增加了电梯。

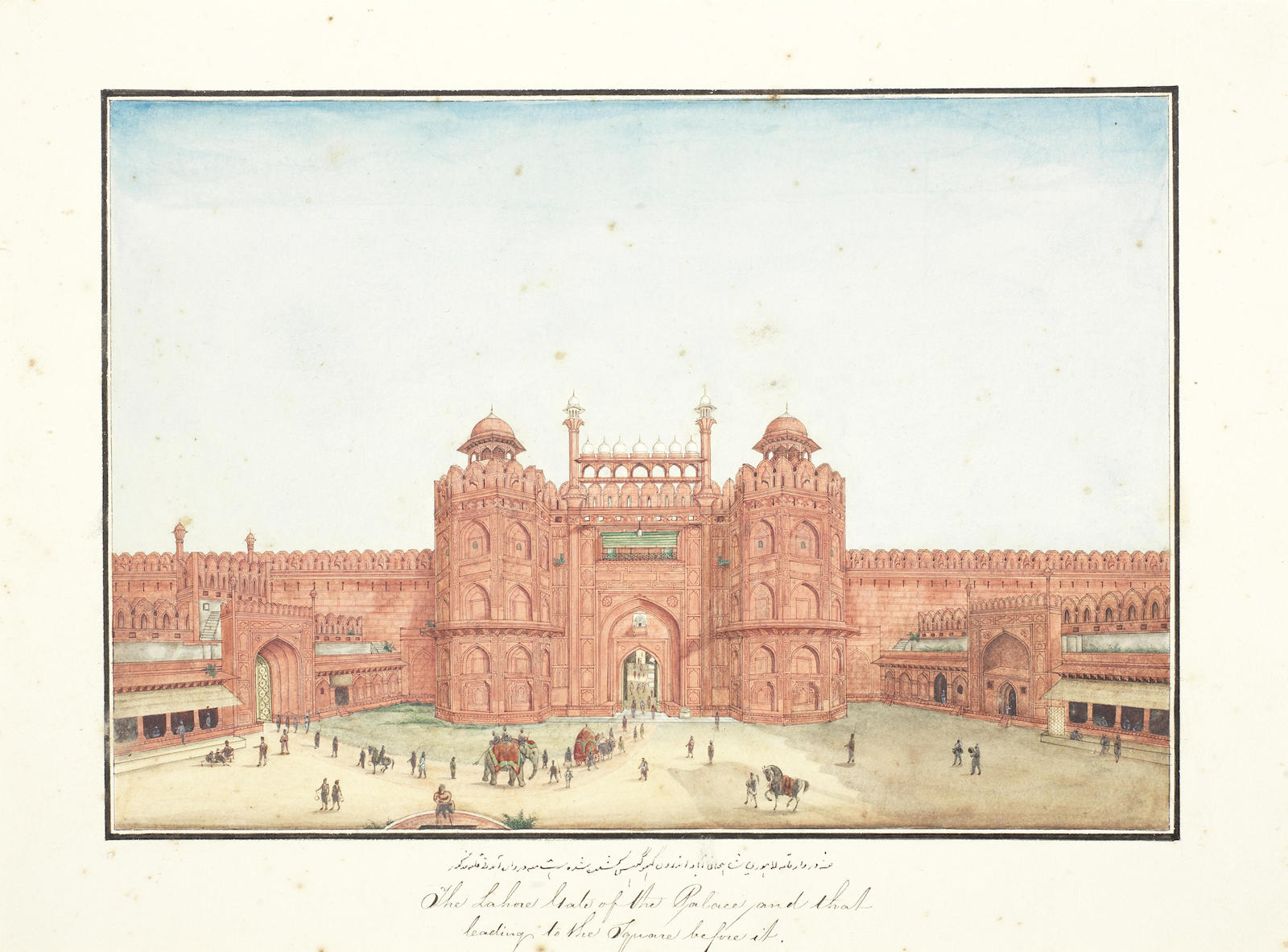
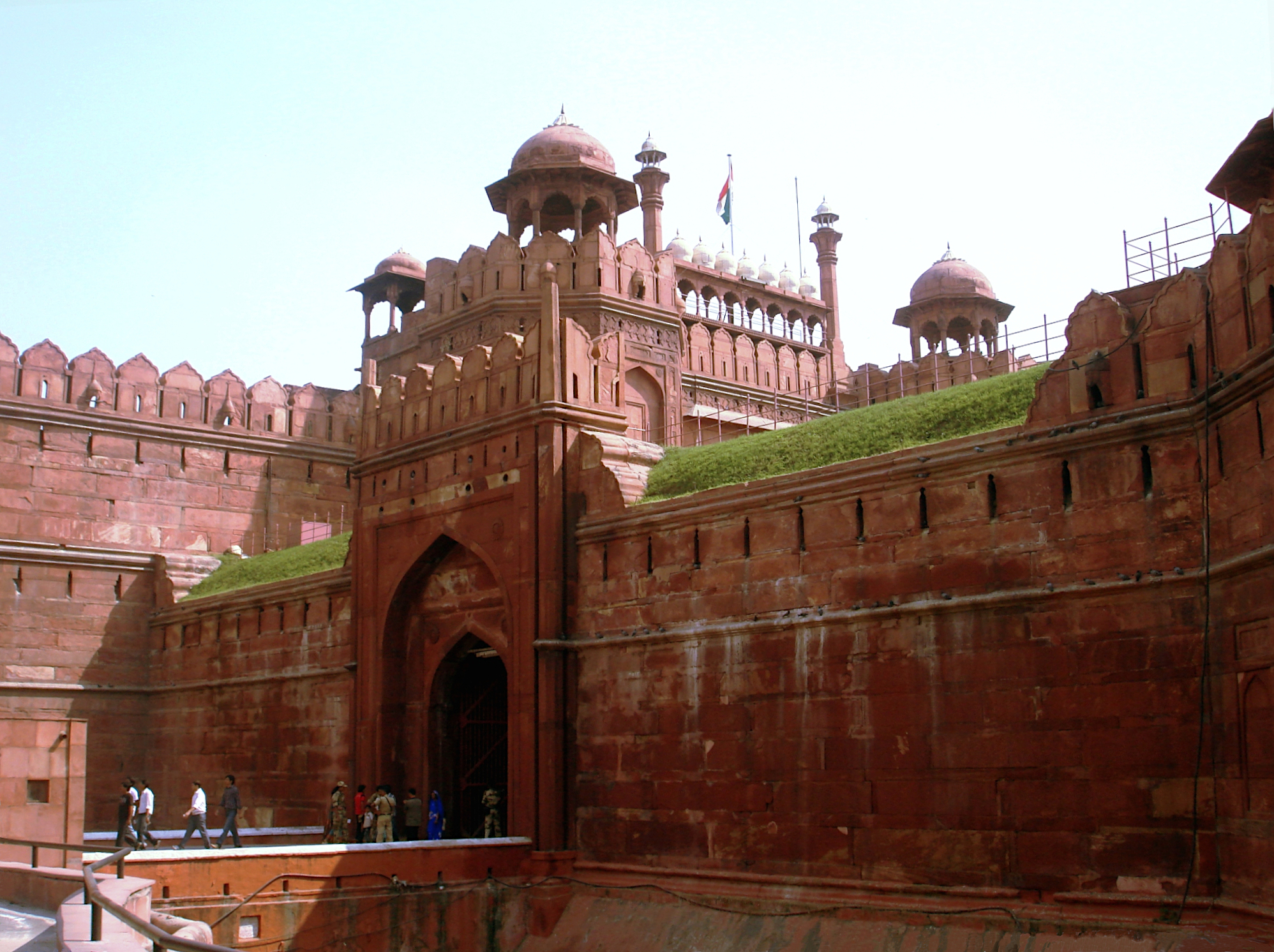